# لجان البرلمان الأوروبي

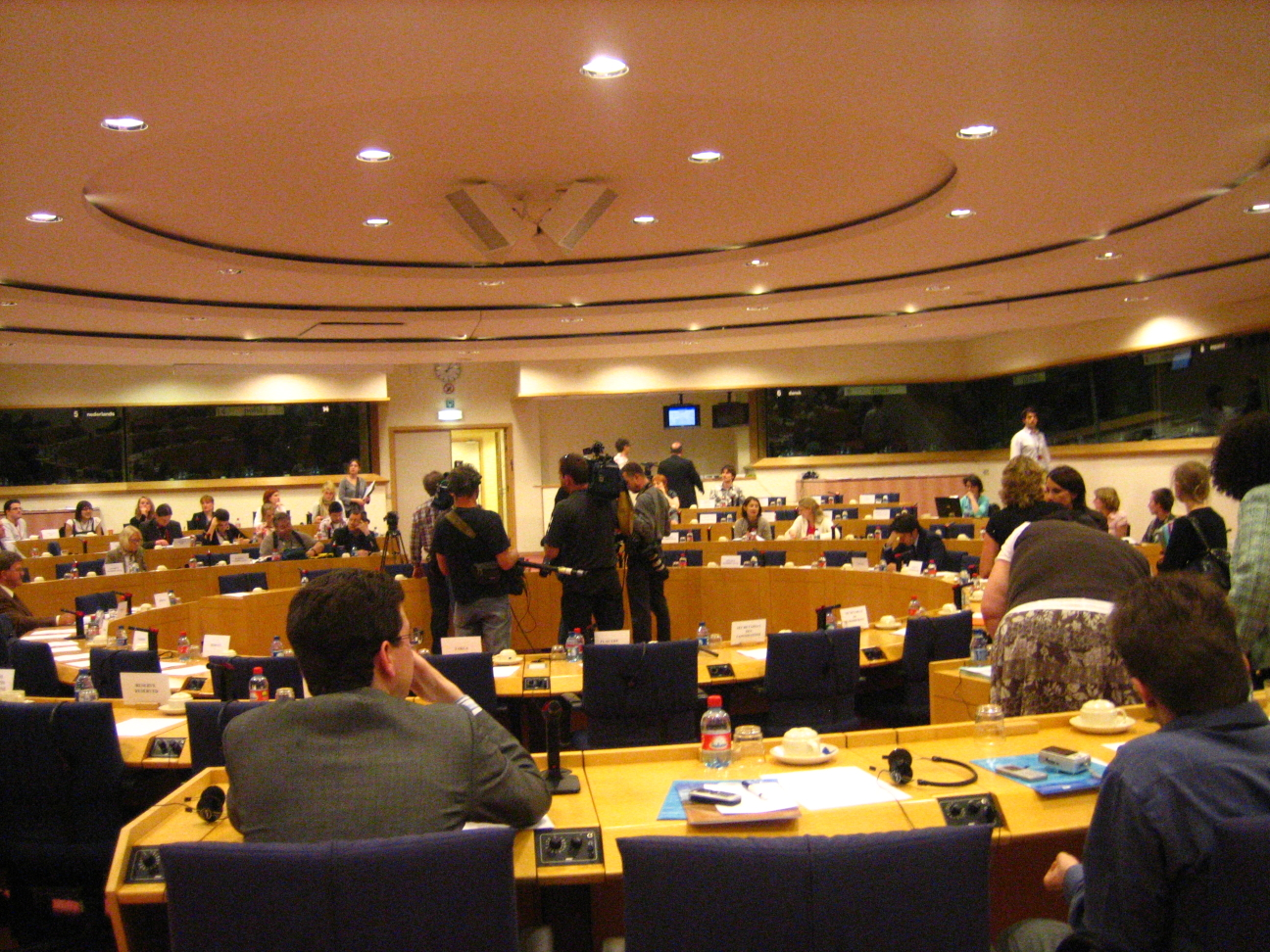
أحد غرف اللجان في البرلمان

تم بناء لجان البرلمان الأوروبي لمساعدة المفوضية الأوروبية في بدء التشريعات. تتكون اللجان الدائمة من أعضاء البرلمان الأوروبي، الذين يتم انتخابهم مباشرة لمقاعد البرلمان الأوروبي من قبل الناخبين. لكل لجنة رئيس وأربعة نواب للرئيس بالإضافة إلى عدد من الأعضاء، كما لكل لجنة أيضاً أعضاء بدلاء، وعادة ما يتم تجميع التقارير من قبل مقرر، يتم تعيينه من قبل رئيس اللجنة، ويتم اختياره من بين الأعضاء أو البدلاء الدائمين. يتم اختيار شاغلي المناصب في اللجان باستخدام طريقة هوندت.

## التقارير التشريعية
في عملية اقتراح وصياغة التشريعات تقوم المفوضية الأوروبية باستشارة اللجان الدائمة المختلفة أثناء اقتراح التشريعات، وتقوم هذه اللجان بتقديم المشورة للمفوضية من خلال إصدار التقارير، واقتراح تعديلات هذه المشاريع، وإذا تطلب الأمر، صياغة مسودة تشريعية بديلة.
في حالة اعتراض 10% من أعضاء اللجنة على الأقل على تعديل معين، يتم طرح التعديل للتصويت في اجتماع اللجنة التالي. كذلك الأمر في حال عدم اعتراض 10% على الأقل من أعضاء اللجنة على مقترح التشريع، يمكن للجنة إعادة التشريع إلى المفوضية دون تعديلات.

## التقارير غير التشريعية
اللجان أيضا قادرة على إصدار تقارير غير تشريعية. حيث يتولى المقرر المعين إعداد التقرير وعرضه على البرلمان نيابة عن اللجنة. يجب أن تتضمن هذه التقارير اقتراحاً للقرار، وبياناً توضيحياً، كما يجب أيضاً تحديد الآثار المالية لهذا القرار.

## تقارير المبادرة الخاصة
يمكن للجان أيضاً إصدار تقارير ذات صلة باختصاصها دون أن يتم استشارتها. تسمى هذه "تقارير المبادرة الخاصة"، ويتم استخدامها لتقديم مقترحات القرارات. قبل إعداد أي تقرير من هذا القبيل، يجب أن تحصل اللجنة على إذن من مؤتمر الرؤساء. أمام مؤتمر الرؤساء شهرين لاتخاذ قرار، ويجب دائماً ذكر أي أسباب لرفض الإذن.

## التعاون بين اللجان
عند إعداد تقرير، يجوز للجنة أن تطلب رأي لجنة أخرى في هذا الشأن، لا سيما إذا كان هناك شعور بأن التعديل المقترح سيكون في مجال اهتمام لجنة أخرى. سيتم تسمية اللجنة التي طلبت إبداء الرأي بهذه الصفة في التقرير النهائي. يجوز دعوة رئيس اللجنة الثانوية ومقررها للمشاركة في أي مناقشات تعقدها اللجنة الابتدائية، حيث يتناول الاجتماع الموضوع الذي تقدم اللجنة الثانوية المشورة بشأنه. ويتم التصويت على التعديلات التي تقترحها اللجنة الثانوية من قبل اللجنة المسؤولة عن إعداد التقرير.
إذا قرر مؤتمر الرؤساء أن التقرير المطلوب يقع على عاتق لجنتين بالتساوي، فتتفق اللجنتان على جدول زمني مشترك، وتعملان معاً في إعداد التقرير.

## قائمة اللجان الدائمة
تتضمن هذه القائمة اللجان الدائمة واختصاراتها.
| اللجنة                                       | الاختصار |
| -------------------------------------------- | -------- |
| الشؤون الخارجية                              | AFET     |
| الأمن والدفاع (لجنة فرعية)                   | SEDE     |
| حقوق الإنسان (لجنة فرعية)                    | DROI     |
| التنمية                                      | DEVE     |
| التجارة الدولية                              | INTA     |
| الموازنات                                    | BUDG     |
| مراقبة الموازنة                              | CONT     |
| الشؤون الاقتصادية والنقدية                   | ECON     |
| شؤون الضريبة (لجنة فرعية)                    | FISC     |
| التوظيف والشؤون الاجتماعية                   | EMPL     |
| البيئة والصحة والسلامة العامة وسلامة الأغذية | ENVI     |
| الصحة العامة ‏ (لجنة فرعية)                   | SANT     |
| الصناعة والأبحاث والطاقة                     | ITRE     |
| السوق الداخلية وحماية المستهلك               | IMCO     |
| النقل والسياحة                               | TRAN     |
| التنمية الإقليمية                            | REGI     |
| الزراعة والتنمية الريفية                     | AGRI     |
| صيد الأسماك                                  | PECH     |
| الثقافة والتعليم                             | CULT     |
| الشؤون القانونية                             | JURI     |
| الحريات المدنية والعدل والشؤون الداخلية      | LIBE     |
| الشؤون الدستورية                             | AFCO     |
| حقوق المرأة والمساواة بين الجنسين            | FEMM     |
| الالتماسات                                   | PETI     |